# Burger

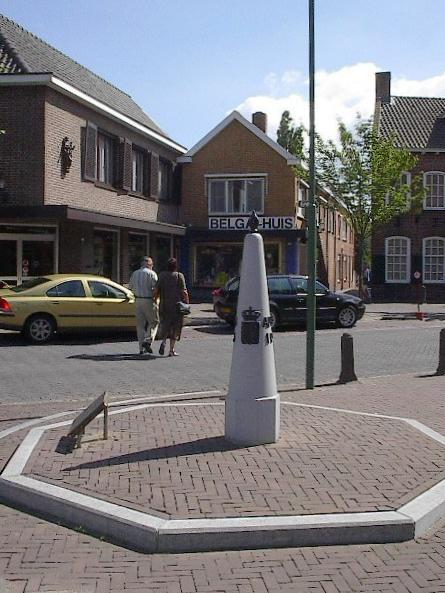
Symbolische grenspaal in het dorp Baarle, burgers rond twee bestuursculturen, België en Nederland.

In staatsrechtelijke zin is een burger een lid van de bevolking van een staat of bijvoorbeeld een gemeente; meer specifiek gaat het over zijn of haar rechtsverhouding tot een overheidsorganisatie.

## Relatie burger-overheid
Het burgerschap brengt burgerrechten en -plichten met zich mee. Een uniek kenmerk van deze hoedanigheid is dat zij alleen door de dood eindigt: burger zijn drukt een onverbreekbare en ook gedwongen relatie uit. Ook na verhuizing of emigratie blijf je burger. Alleen natuurlijke personen kunnen burger zijn. Cruciaal is ook dat macht en gezag (of autoriteit) in de relatie een rol spelen. Burger zijn verleent iemand ook een bepaalde identiteit of status. Burger is men ten opzichte van medeburgers maar met name tegenover bestuurders en ambtenaren van een overheid. Internationale organisaties zoals de EU, gebruiken de term burger eveneens.

### Macht en gezag
De relatie overheid–burger is complex en veelzijdig. Op de achtergrond speelt in het contact vaak het geweldsmonopolie van de overheid een rol. In de meeste betrekkingen zijn de posities ongelijk, bijvoorbeeld als je een geverbaliseerde, beleidsdoelgroep of arrestant bent. Bij participatie en inspraak is de relatie gelijkwaardiger: de overheid vraagt, luistert of overlegt. Dat geldt ook voor de rol van klant (zie hierna). De verhouding is echter verticaal ten overstaan van de overheid als gezagsdrager. Bij verkiezingen is die verticale hiërarchie omgekeerd (opwaarts): de actieve kiezer kiest een gekozene. In het schema zijn twee horizontale en twee verticale betrekkingen uitgetekend.

#### Vier ideaaltypische basisrollen
Burger zijn betekent dat je in zeker vier (ideaaltypische) relaties tot een overheid kunt staan: (a) inspreker, (b) klant, (c) ingezetene en (d) kiezer. De hiermee contrasterende (tegenoverliggende) rollen aan de overheidszijde zijn die van (a) besluitvormer, (b) aanbieder, (c) gezagsdrager en (d) gekozene. Noot: ten opzichte van sommige overheidsdiensten is de rol van de burger enkelvoudig: als men een veerpont- of museumkaartje koopt, is men alleen klant en bijvoorbeeld geen kiezer. Maar in het contact met een gemeente kunnen er verschillende relaties tegelijk spelen: wie zijn auto tijdens een inspraakavond over het parkeerbeleid verkeerd stalt, krijgt als inspreker spreekrecht plus vermoedelijk als ingezetene tezelfdertijd ook een parkeerboete enz.
|               | gezagsdrager | gekozene |           |
| besluitvormer |              |          | inspreker |
| aanbieder     |              |          | klant     |
|               | ingezetene   | kiezer   |           |

Schema: de wisselende functies van overheid en burger

##### Burger als inspreker

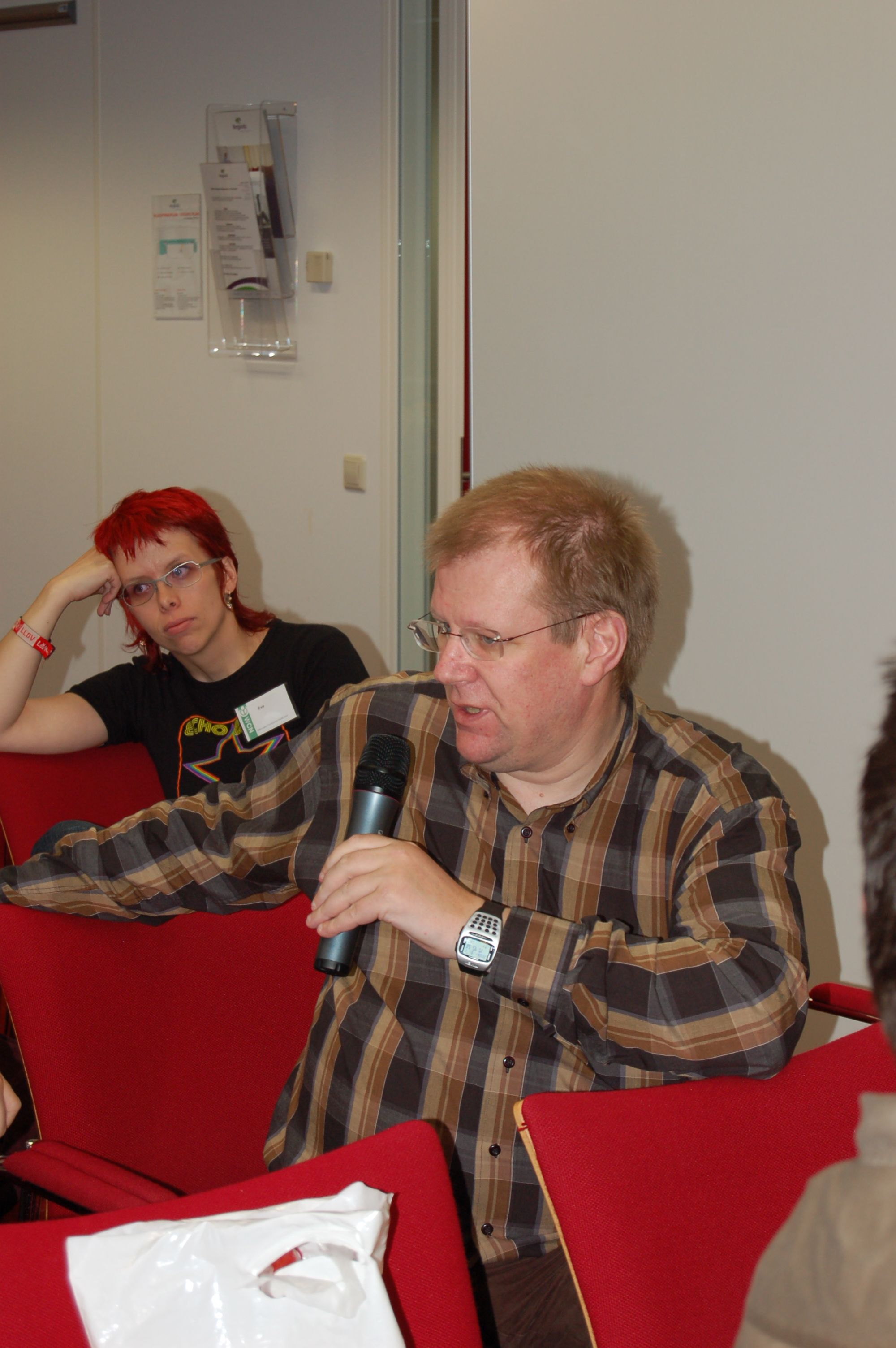
Bij inspraak komt het erop aan op wie de luidspreker is gericht...

Bij (a) inspraak luistert de besluitvormer naar de burger als inspreker. Tijdens zo'n consultatie spreken ze elkaar op een min of meer gelijkwaardige voet. In een ideale situatie is de burger hier de overlegpartner of adviseur van de overheid. Er is dan symmetrie in de relatie. Ze zitten samen aan tafel. De gelijkwaardigheid van de relatie kan in gevaar komen zodra de overheid inspraak gebruikt om er draagvlak mee te creëren voor haar eigen plannen; inspraak is idealiter bedoeld om draagvlak te zoeken of het te onderzoeken. Een metafoor kan de basisrol van de burgers verduidelijken: bij inspraak hebben zij de microfoons in handen, de luidsprekers horen - althans in die beleidsfase - te zijn gericht op de overheid. Burgerparticipatie kan niet alleen plaatsvinden tijdens de voorbereiding, maar ook bij de uitvoering van beslissingen.

##### Burger als klant
Er zijn overheden die hun burgers standaard als klant (b) bejegenen. Dit, om bijvoorbeeld hun klantvriendelijke intenties te uiten. Klant of cliënt zijn, veronderstelt echter een handels- respectievelijk behandelingsrelatie. Het staat de overheid evenwel niet vrij om zomaar een paspoort, uitkering of vergunning te weigeren als de burger aan alle voorwaarden voldoet. Zij heeft doorgaans een leveringsplicht. Van een commerciële of contractuele verhouding is alleen sprake als de overheid aanbieder of leverancier is van producten die ook op de markt verkrijgbaar zijn. Klant of cliënt zijn berust op vrijwilligheid en overeenstemming en wordt gekenmerkt door de mogelijkheid de relatie te verbreken. Critici wijzen er op dat door burgers klant te noemen er op den duur door verwachtingsverschillen een contactprobleem kan ontstaan.

##### Burger als ingezetene

De douane is gerechtigd eigendommen van burgers te doorzoeken

De vanouds meest hiërarchische relatie (c) is die van de ingezetene of onderdaan tegenover een gezagsdrager of magistraat. Hier voelt men zich soms onderworpene: een agent vordert je legitimatiebewijs, een douanier doorzoekt je rugzak, een gemeente onteigent grond. De positie van de burger wordt evenwel gewaarborgd door tal van beschermingsmaatregelen tegen willekeur. Als het misgaat, staat er vrijwel altijd een procedure voor klachten, bezwaar of beroep of een gang naar een rechter of ombudsman open. Een gezagsrelatie levert overigens niet per definitie problemen op: slechts weinig ingezetenen weigeren een onderscheiding of bijvoorbeeld het ereburgerschap.

##### Burger als kiezer

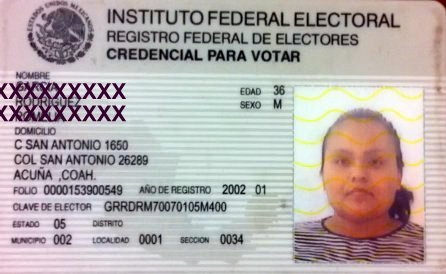
De burger als kiezer: een stempas uit Mexico

Burgers als kiezer worden ook wel beschouwd als de opdrachtgever of mandaatgever van het openbaar bestuur. Bij verkiezingen (d) vervult de kiezer de belangrijkste rol en is de (kandidaat) gekozene de onderworpene. Na diens verkiezing en na de formatie van een bestuurscollege kan zo'n volksvertegenwoordiger bestuurder worden en kan deze haar of zijn kiezers tegenkomen in een van de drie andere rollen: die van inspreker, klant of ingezetene. De politieke relatie hoeft dan niet te zijn uitgespeeld, want er volgen altijd weer nieuwe verkiezingen.

## Burger en andere hoedanigheden
De wet regelt over welke rechten en plichten een burger beschikt. Bijzondere categorieën zijn bewoners van booreilanden, zeelieden, ambassadeurs, gedetineerden, immigranten, militairen, buitenlandse toeristen en andere vreemdelingen die niet allemaal over dezelfde rechten beschikken. Deze lijst is niet compleet. Zo is ook het uitoefenen van het kiesrecht gebonden aan een leeftijdsdrempel en geldt in sommige landen de dienstplicht alleen voor mannen. Een rechter kan een burger bepaalde vrijheden of rechten ontnemen of bepaalde inwoners zelfs laten deporteren.

Andere aanduidingen die als synoniem voor burger worden gebruikt zijn landgenoot, inwoner, bewoner en wijkbewoner.

## Niet-burger, eerste burger en andere betekenissen
Een stateloos persoon is iemand die door geen enkele staat als onderdaan wordt beschouwd.
Ook negatieve definities (antoniemen) van burger komen in het spraakgebruik voor: militairen, schippers, de adel en boeren duiden anderen dan zichzelf aan als burgers. Ze onderscheiden zich daarmee van wat zij zien als de civiele maatschappij: mensen die niet tot de krijgsmacht behoren, aan de vaste wal wonen dan wel tot een agrarisch gezin behoren. De uitdrukking burger wordt op gelijke wijze ook gebruikt in kringen van woonwagenbewoners, kermisexploitanten en andere ambulante groepen. Ook sommige studenten, vooral in studentenverenigingen, gebruiken het woord op deze wijze voor niet-studenten.
In een nog andere betekenis is een burger iemand die geen uniform draagt zoals een controleur of een politieagent "in burger": wel in functie, maar als zodanig onherkenbaar, "vermomd" als gewone burger. Hoewel hij in Nederland niet aan het hoofd staat van een gemeente wordt een burgemeester soms de eerste burger genoemd. De voorzitter van de federale Kamer is de eerste burger van België. De verzameling van alle burgers heet ook wel de burgerij maar deze term wordt vaker gebruikt om er een specifieke laag van de maatschappij mee aan te duiden - de bourgeoisie.

## Verwante termen
- Brave burger, (schertsend) overijverig persoon die met zichtbare vlijt aan zijn of haar burgerplicht voldoet.
- Burgerinitiatief, handtekeningenactie om een zaak op de parlementaire agenda te krijgen.
- Burgerlijk recht, de rechtsregels over de verhoudingen tussen personen.
- Burgerplicht, taakplicht zoals je stoep sneeuwvrij houden of de opkomstplicht bij verkiezingen.
- Burgerschap, term over de vraag wanneer ben je burger van een land bent en wanneer (nog) niet.
- Burgerservicenummer, uniek persoonsnummer van wie is ingeschreven in de Basisregistratie Personen (BRP), lijkt op het rijksregisternummer in België.
- Burgher, nazaat van (onder meer) Nederlandse kolonisten op Sri Lanka.
- Calculerende burger, benaming (verwijtend) van iemand die alleen van de collectiviteit tracht te profiteren.
- Inburgering, het proces van maatschappelijke integratie van nieuwkomers in een voor hen vreemde samenleving.
- Kleinburger, (verouderd) de sociale laag tussen de arbeidersklasse en de machthebber.
- Poorter, historische benaming voor een persoon die het recht heeft binnen de stadsmuren te wonen.
- Staatsburger, aanduiding betreffende iemands nationaliteit.
- Wereldburger iemand met een sterker gevoel van verbondenheid met de mensheid dan met een nationale of regionale identiteit.